# Seymour, Wisconsin
Seymour là một thành phố thuộc quận Outagamie, tiểu bang Wisconsin, Hoa Kỳ. Năm 2000, dân số của thành phố này là 3335 người.